# امبیا، مهابو
امبیا، مهابو (به لاتین: Ambia, Mahabo) یک سکونتگاه مسکونی در ماداگاسکار است که در منابه واقع شده‌است.

## خصوصیات
امبیا ۴٬۰۰۰ نفر جمعیت دارد و ۱۹۹ متر بالاتر از سطح دریا واقع شده‌است.
اکثریت ۸۹٫۵ درصد از جمعیت کشاورز هستند، در حالی که ۱۰ درصد دیگر از طریق دامداری امرار معاش می‌کنند. و مهمترین محصول آن‌ها برنج است، در حالی که سایر محصولات مهم بادام زمینی، ذرت و کاساوا هستند. ۰٫۵٪ از جمعیت هم در کارهای خدماتی اشتغال دارند.